# Giacomo di Monaco
Giacomo di Monaco (nome completo in francese Jacques Honoré Rainier; La Colle, 10 dicembre 2014) è il principe ereditario di Monaco.

## Biografia

### Nascita e battesimo
Il principe Giacomo è nato con parto cesareo alle 17:06 del 10 dicembre 2014, due minuti dopo la gemella Gabriella. In loro onore furono sparati 42 colpi di cannone e vennero suonate le campane delle chiese del principato, così come le sirene delle barche, per quindici minuti.
Il giorno successivo Alberto II fece trasmettere un videomessaggio in cui riannunciò personalmente la nascita dei figli, ringraziando per le felicitazioni a lui giunte e affermando che "queste nascite rafforzano il sentimento di comunità che ci unisce". Secondo un'usanza storica, Giacomo ricevette anche il titolo di marchese di Baux, in quanto erede al trono.
I gemelli furono presentati al pubblico il 7 gennaio 2015. Il 10 maggio ricevettero il battesimo nella cattedrale dell'Immacolata Concezione per mano dell'arcivescovo Bernard Barsi. Ebbe come padrino Cristopher Le Vine Jr. e come madrina Diane de Polignac Nigra, entrambi parenti di suo padre.
Gli furono dati i seguenti nomi:
- Jacques, nome comune in Sudafrica, paese d'origine di sua madre Charlène;
- Honoré, come gli omonimi sovrani di Monaco;
- Rainier, come gli omonimi sovrani di Monaco.

### Educazione
Nel 2018 entrò a La Petite École, una scuola materna privata sul porto d'Ercole. Dal 2019 al 2021 ha frequentato l'École Stella, una scuola pubblica di La Condamine. Dall'autunno del 2021 è iscritto all'Institution François d'Assise-Nicolas Barré a Monaco Vecchia, una scuola cattolica privata.

## Titoli e trattamento

Monogramma di Giacomo

- 10 dicembre 2014 - 11 dicembre 2014: Sua Altezza Serenissima, il principe ereditario di Monaco
- 11 dicembre 2014 - attuale: Sua Altezza Serenissima, il principe ereditario di Monaco, marchese di Baux

## Ascendenza
|                           |                          |                                   | Genitori                 |  |  | Nonni |  |  | Bisnonni                 |  |  | Trisnonni                          |  |
|                           |                          |                                   |                          |  |  |       |  |  | Conte Pierre de Polignac |  |  | Conte Maxence Melchior de Polignac |  |
|                           |                          |                                   |                          |  |  |       |  |  | Conte Pierre de Polignac |  |  | Conte Maxence Melchior de Polignac |  |
|                           |                          | Susana Mariana de la Torre y Mier |                          |  |  |       |  |  | Conte Pierre de Polignac |  |  |                                    |  |
| Ranieri III di Monaco     |                          |                                   |                          |  |  |       |  |  | Conte Pierre de Polignac |  |  |                                    |  |
|                           |                          | Charlotte di Monaco               | Luigi II di Monaco       |  |  |       |  |  |                          |  |  |                                    |  |
|                           |                          | Charlotte di Monaco               | Luigi II di Monaco       |  |  |       |  |  |                          |  |  |                                    |  |
|                           |                          | Charlotte di Monaco               | Marie-Juliette Louvet    |  |  |       |  |  |                          |  |  |                                    |  |
| Alberto II di Monaco      |                          | Charlotte di Monaco               |                          |  |  |       |  |  |                          |  |  |                                    |  |
|                           |                          | John Brendan Kelly                | John Henry Kelly         |  |  |       |  |  |                          |  |  |                                    |  |
|                           |                          | John Brendan Kelly                | John Henry Kelly         |  |  |       |  |  |                          |  |  |                                    |  |
|                           |                          | John Brendan Kelly                | Mary Anne Costello       |  |  |       |  |  |                          |  |  |                                    |  |
| Grace Kelly               |                          | John Brendan Kelly                |                          |  |  |       |  |  |                          |  |  |                                    |  |
|                           |                          | Margaret Katherine Majer          | Carl Majer               |  |  |       |  |  |                          |  |  |                                    |  |
|                           |                          | Margaret Katherine Majer          | Carl Majer               |  |  |       |  |  |                          |  |  |                                    |  |
|                           |                          | Margaret Katherine Majer          | Margaretha Berg          |  |  |       |  |  |                          |  |  |                                    |  |
| Giacomo di Monaco         |                          | Margaret Katherine Majer          |                          |  |  |       |  |  |                          |  |  |                                    |  |
|                           | Dudley Kenneth Wittstock | Heinrich Carl Wittstock           |                          |  |  |       |  |  |                          |  |  |                                    |  |
|                           | Dudley Kenneth Wittstock | Heinrich Carl Wittstock           |                          |  |  |       |  |  |                          |  |  |                                    |  |
|                           | Dudley Kenneth Wittstock | Olive Florence Caldwell           |                          |  |  |       |  |  |                          |  |  |                                    |  |
| Michael Kenneth Wittstock | Dudley Kenneth Wittstock |                                   |                          |  |  |       |  |  |                          |  |  |                                    |  |
|                           |                          | Sylvia Fagan Nicolson             | Henry Nicolson           |  |  |       |  |  |                          |  |  |                                    |  |
|                           |                          | Sylvia Fagan Nicolson             | Henry Nicolson           |  |  |       |  |  |                          |  |  |                                    |  |
|                           |                          | Sylvia Fagan Nicolson             | Marjorie Winifred Nelson |  |  |       |  |  |                          |  |  |                                    |  |
| Charlène Wittstock        |                          | Sylvia Fagan Nicolson             |                          |  |  |       |  |  |                          |  |  |                                    |  |
|                           |                          | Brian James Humberstone           | Ernest James Humberstone |  |  |       |  |  |                          |  |  |                                    |  |
|                           |                          | Brian James Humberstone           | Ernest James Humberstone |  |  |       |  |  |                          |  |  |                                    |  |
|                           |                          | Brian James Humberstone           | Lilian Cecilia Paul      |  |  |       |  |  |                          |  |  |                                    |  |
| Lynette Humberstone       |                          | Brian James Humberstone           |                          |  |  |       |  |  |                          |  |  |                                    |  |
|                           |                          | Violet Openshaw                   | Charles Ernest Openshaw  |  |  |       |  |  |                          |  |  |                                    |  |
|                           |                          | Violet Openshaw                   | Charles Ernest Openshaw  |  |  |       |  |  |                          |  |  |                                    |  |
|                           |                          | Violet Openshaw                   | Alice Isabella McMaster  |  |  |       |  |  |                          |  |  |                                    |  |
|                           |                          | Violet Openshaw                   |                          |  |  |       |  |  |                          |  |  |                                    |  |